# Strongylopus merumontanus
Strongylopus merumontanus és una espècie de granota que viu a Tanzània.